# Octavian Popescu
Pour les articles homonymes, voir Popescu.
Octavian Popescu, né le 25 avril 1938 à Bucarest, est un joueur puis entraîneur de football roumain. Il évoluait au poste de milieu de terrain.

## Biographie

### Joueur
Octavian Popescu commence sa carrière avec le Rapid Bucarest, son club formateur. Il joue ensuite en faveur du Ştiinţa Cluj, puis du Dinamo Bucurest. 
Avec le Dinamo Bucurest, il remporte deux championnats de Roumanie, et une Coupe de Roumanie. Il dispute 6 matchs en Coupe d'Europe des clubs champions avec cette équipe : 4 lors de la saison 1964-1965, puis 2 lors de la saison 1965-1966. C'est au cours de son passage au Dinamo qu'il reçoit son unique sélection en équipe de Roumanie, le 17 juin 1964, lors d'un match amical contre la Yougoslavie (victoire 1-2). Lors de ce match, il inscrit un but. 
Octavian Popescu joue ensuite avec le Jiul Petroșani, puis à nouveau le Rapid Bucarest, avant de terminer sa carrière avec deux dernières saisons en Turquie, avec le Mersin İdman Yurdu.

### Entraîneur
Au cours de sa carrière d'entraîneur, il dirige plusieurs clubs roumains, allemands et turcs.
Il officie comme sélectionneur de l'équipe de Roumanie espoirs de 1975 à 1978.

## Palmarès

### Avec leDinamo Bucarest
- Champion de Roumanie en 1964 et 1965
- Vainqueur de la Coupe de Roumanie en 1964